# 1571 en musique classique
| \| • Retour à la chronologie générale de la musique classique • \| |
| Grèce • Rome • Haut Moyen Âge • VIIIe siècle • IXe siècle • Xe siècle • XIe siècle XIIe siècle • XIIIe siècle • XIVe siècle • XVe siècle • XVIe siècle • XVIIe siècle XVIIIe siècle • XIXe siècle • XXe siècle • XXIe siècle |
| • Retour à la chronologie générale de la musique classique • |

| Années en musique classique : 1568 - 1569 - 1570 - 1571 - 1572 - 1573 - 1574    |
| Décennies en musique classique : 1540 - 1550 - 1560 - 1570 - 1580 - 1590 - 1600 |

## Événements
- Giovanni Pierluigi da Palestrina est nommé directeur de la chapelle pontificale. Il fonde le premier institut de musique à Rome.
- Le terme air de cour apparaît pour la première fois dans un recueil composé par le luthiste Adrian Le Roy.

## Œuvres
- Dimonstrationi harmoniche, traité de musique de Gioseffo Zarlino.
- Liber musicus, duarum vocum cantiones, tum latinas tum gallicas atque teutonicas, un recueil de chansons latines, françaises et néerlandaises à deux voix, publié par Pierre Phalèse à Louvain.

## Naissances

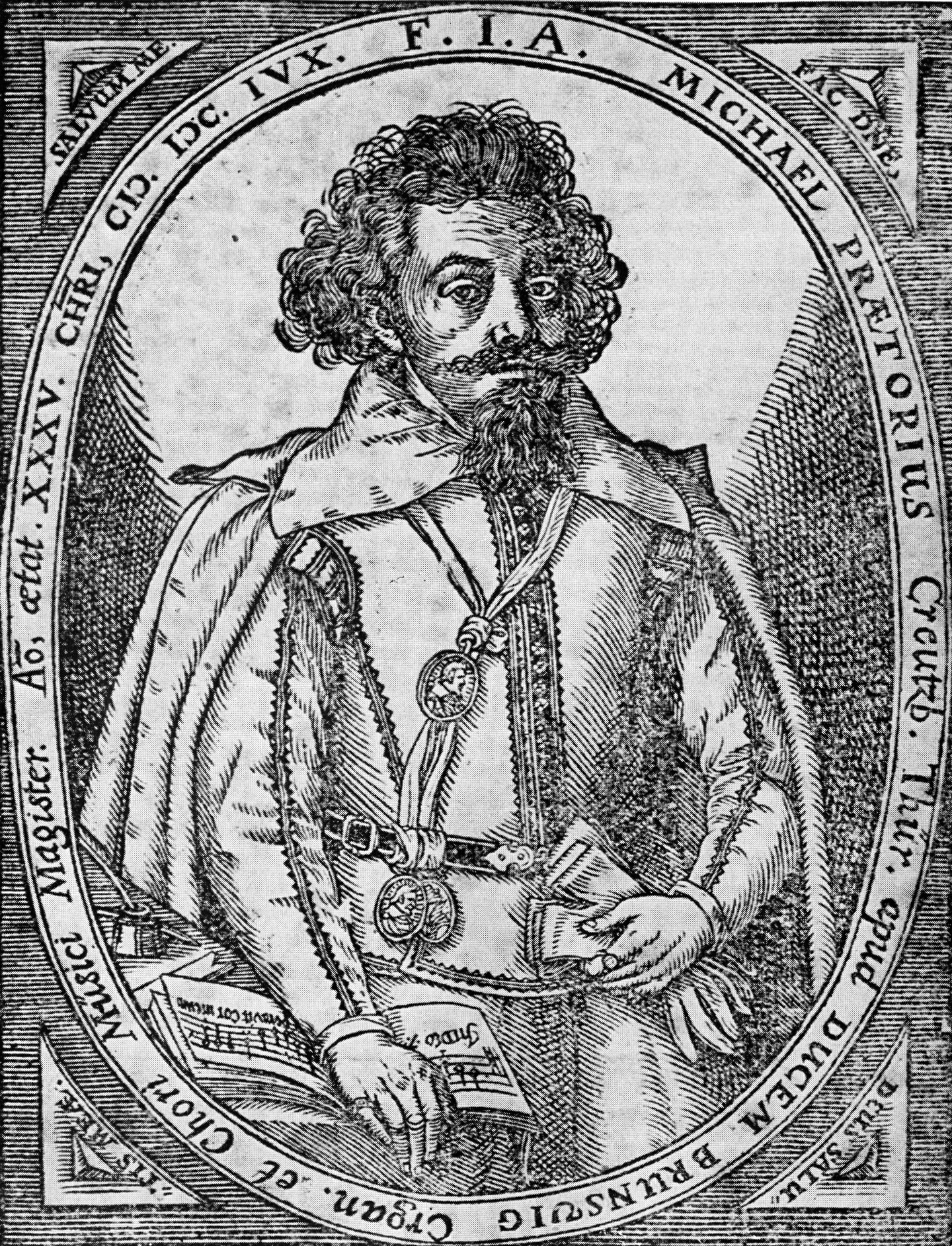
Michael Praetorius

- 15 février : Michael Praetorius, compositeur allemand († 15 février 1621).

Date indéterminée :
- Giovanni Battista Fontana, violoniste et compositeur italien († 1630).

## Décès

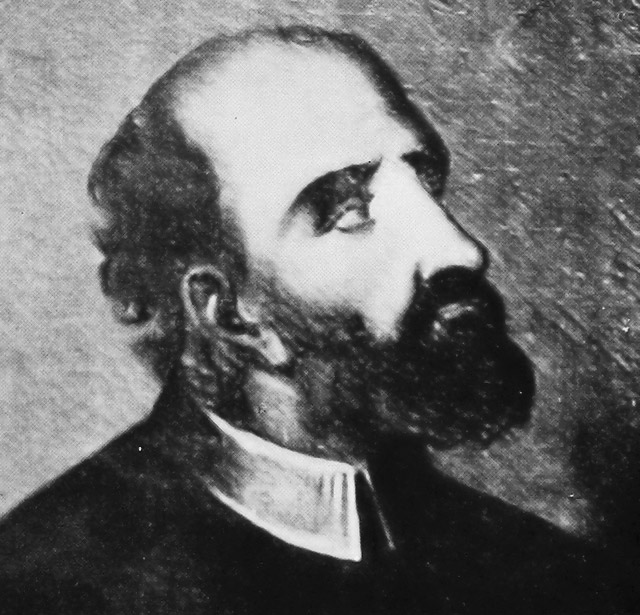
Giovanni Animuccia

- 20 mars : Giovanni Animuccia, compositeur italien (° vers 1520).
- 7 juin : Francesco Corteccia, compositeur, organiste et maître de chapelle italien (° 27 juillet 1502).
- 16 décembre : Gasparo Duiffopruggar, luthier allemand (° vers 1514).